# الحملة البندقية الصليبية
الحملة البندقية الصليبية' بين عامي 1122و1124 كانت حملة إلى الأراضي المقدسة أُطلقت من قبل جمهورية البندقية ونجحت في في احتلال صور، وكان هذا انتصار هام في بداية فترة توسع مملكة القدس إلى أقصى حدودها في عهد الملك بلدوين الثاني ونال البنادقة امتيازات تجارية هامة في صور. بسبب غارات تلك الحملة على الأراضي البيزنطية سواءً في طريقهم إلى الأراضي المقدسة أو في طريق العودة، أجبر البنادقة البيزنطيين على إقرار وتمديد امتيازاتهم التجارية مع الإمبراطورية.

## الإعداد للحملة
كان بلدوين دي بورغ ابن عم بلدوين الأول ملك القدس وكونت الرها من 1100 إلى 1118، ة عندما مات بلدوين الأول خلفه دي بورغ وأصبح الملك بلدوين الثاني ملك القدس.  قاتل بالقرب من سرمدا في معركة ساحة الدم في 28 يونيو 1119، ومُني الفرنجة بهزيمة ساحقة من قبل قوات نجم الدين الغازي حاكم ماردين. استعاد بلدوين بعض الأراضي لاحقاً في نفس العام، لكن الفرنجة كانوا يعانون من ضعف شديد، فطلب بالدوين المساعدة من البابا كاليستوس الثاني فأحال البابا الطلب إلى البندقية.
تم الاتفاق على شروط الحملة خلال المفاوضات بين مبعوثين من بلدوين الثاني ودوج البندقية.
بمجرد أن وافق البنادقة على المشاركة أرسل إليهم البابا له راية البابوية تأييداً لهم، وفي مجمع لاتران الأول أقر لهم بالامتياز الصليبي بما في ذلك مغفرة خطاياهم. مددت الكنيسة أيضاً حمايتها لتشمل أسر وممتلكات الصليبيين.
في 1122 أطلق دوج البندقية دومينيكو ميشيل البحرية لنقل الحملة، وغادر الأسطول المكون من أكثر من 120 سفينة تحمل أكثر من 15000 رجل بحيرة البندقية في 8 أغسطس 1122، يبدو أنها الحملة الصليبية الأولى التي يصطحب فيها الفرسان الخيول معهم. في 1123 تم أسر بلدوين الثاني من قبل بلك بن بهرام أمير حلب وسُجن في خربوط، وأصبح يوستاس جرافيريوس الوصي على عرش القدس. تخلت البندقية عن حصار كورفو عندما سمعت هذا الخبر، ووصلت إلى الساحل الفلسطيني في مايو 1123.

## معركة يافا
وصل أسطول البندقية إلى عكا في نهاية  مايو وتم إبلاغهم عن أسطول فاطمي من نحو 100 سفينة شراعية يبحر نحو عسقلان لمساعدة الأمير بلك في الحصار، وبالتالي أبحر أسطول البندقية إلى الجنوب لمقابلة الأسطول الفاطمي وأمر الدوج ميشيل بتقسيم الأسطول إلى قسمين مع جعل القسم الأضعف قوة في المقدمة والأقوى خلفه بغرض تحويل الأسطول قبالة عسقلان. سقط المصريون سقط في فخ الفوز السهل ووجدوا أنفسهم عالقين بين سربين البندقية أكثر عدداً. ُتل حوالي 4000 مسلم  بما في ذلك قائد الأسطول الفاطمي ووأسر 9 سفن  والقبض على 10 سفن تجارية في طريق العودة إلى عكا. سجل كل من فوشيه الشارتري (الكتاب الثالث/20)  وليم الصوري (الكتاب الثاني عشر/22-23) هذا الحدث.

## حصار صور
بدأ البنادقة والفرنجة في حصار مدينة صور في 15 فبراير 1124، وكانت ميناء صور جزءاً من أراضي ظاهر الدين طغتكين أتابك دمشق، وكان الجيش اللاتيني الجيش بقيادة بطريرك أنطاكية ودوج البندقية وبونس، كونت طرابلس وشطي الملك ويليام دي بيري.
ـقام البنادقة والفلانجة أبراج الحصار والآلات التي ترمي الصخور لتحطيم أسوار المدينة، كذلك صنع المدافعون عن صور اللمحركات لإلقاء الحجارة على أبراج الحصار. مع استمرار الحصار بدأ المواطنون يعانون من نقص الطعام أرسلوا نداءات عاجلة للمساعدة، لكن بلك كان قد تُوفي أثناء حصار منبج فتقدم طغتكين نحو صور، إلا أنه انسحب دون قتال بعد تحرك قوات الكونت بونس والشرطي وليام لمواجهته، أرسل طغتكين مبعوثين في يونيو 1124 للتفاوض على السلام. بعد مناقشات مطولة وصعبة اتفق على شروط استسلام تشمل السماح لأولئك الذين يريدون مغادرة المدينة بأخذ أسرهم وممتلكاتهم معهم، والحفاظ على منازل وممتلكات أولئك الذين يريدون البقاء. الأمر الذي لم يكن محبذاً من قبل بعض الصليبيين الذين أرادوا نهب المدينة.
استسلمت صور في 29 يونيو 1124. بعد دخول القوات الصليبية المدينة ووفقا لوليم الصوري «أنهم أعجبوا بتحصينات المدينة، وقوة المباني وضخامة الجدران والأبراج الشامخة والميناء الفخم عسير المنال. لم بكن لديهم سوى الثناء على حزم ومثابرة المواطنين الذين رغم الضغط الرهيب جراء الجوع وشح الإمدادات كانوا قادرين على درء الاستسلام لفترة طويلة، فعندما استولت قواتنا على المدينة لم يجدوا فيها سوى خمسة كوارتات (ما يعادل جالوناً وربع) من القمح».

## فيما بعد
كان بلدوين الثاني في الأسر أثناء احتلال صور، ولكن أُفرج عنه في وقت لاحق من ذلك العام،
وأعلن فوراً شروط الإفراج عنه. منح بلدوين الثاني البنادقة امتيازات تجارية واسعة في صور، وبالتالي ضمان الحفاظ على تواجد بحري في الشرق اللاتيني. شملت الامتيازات ضمان حقوق الممتلكات لورثة البنادقة الذين غرقوا أو الذين ماتوا في صور.
انتقل كثير من السكان الذين غادروا صور إلى دمشق. استأنف بلدوين الثاني القتال ضد حلب ودمشق، ونال إشادة كل الدول، ونمت مملكة القدس الصليبية تحت حكم بلدوين الثاني إلى أقصى حدودها وازدهرت صور كجزء المملكة، وعندما مات الإمبراطور الروماني المقدس فريدريك الأول بربروسا أثناء الحملة الصليبية الثالثة تم دفنه في كاتدرائية صور. تم الاستلاء على المدينة وتدميرها على أيدي المماليك عام 1291.
أثناء عودة أسطول البندقية عبر بحر إيجة قامت البندقية مرة أخرى بنهب الجزر اليونانية كما حدث سلفاً في طريق الذهاب، فأُجبر اليونانيون أجبروا على التخلي عن النزاع وإقرار امتيازات تجارية للبندقية.